# Molino de gofio de La Salud
El Molino de gofio de La Salud es un molino ubicado en el barrio de La Salud de Santa Cruz de Tenerife en España. Es el único molino de gofio en funcionamiento en la ciudad en 2025. 

## Contexto
El Molino de Gofio de La Salud se ubica entre la Avenida de Venezuela, 22 y la Calle de Princesa Guacimara.Es el último testigo de una época en la que el gofio fue un alimento de primera necesidad para las familias llegando a haber hasta 14 molinos de gofio en la ciudad de Santa Cruz que se perdieron porque las siguientes generaciones de familia no continuaron con el negocio familiar o por la introducción de nuevos productos al mercado.Hasta 2008 existió otro molino en la ciudad, en el entorno del Mercado de Nuestra Señora de África, que terminó cerrando también.En enero de 2023 había 35 molinos tradicionales en funcionamiento en Canarias produciendo gofio.
El Molino de Gofio La Salud se encuentra vinculado a la Asociación de productores de gofio de Canarias, formada con personas molineras de Tenerife, Gran Canaria, La Palma y La Gomera.

## Historia

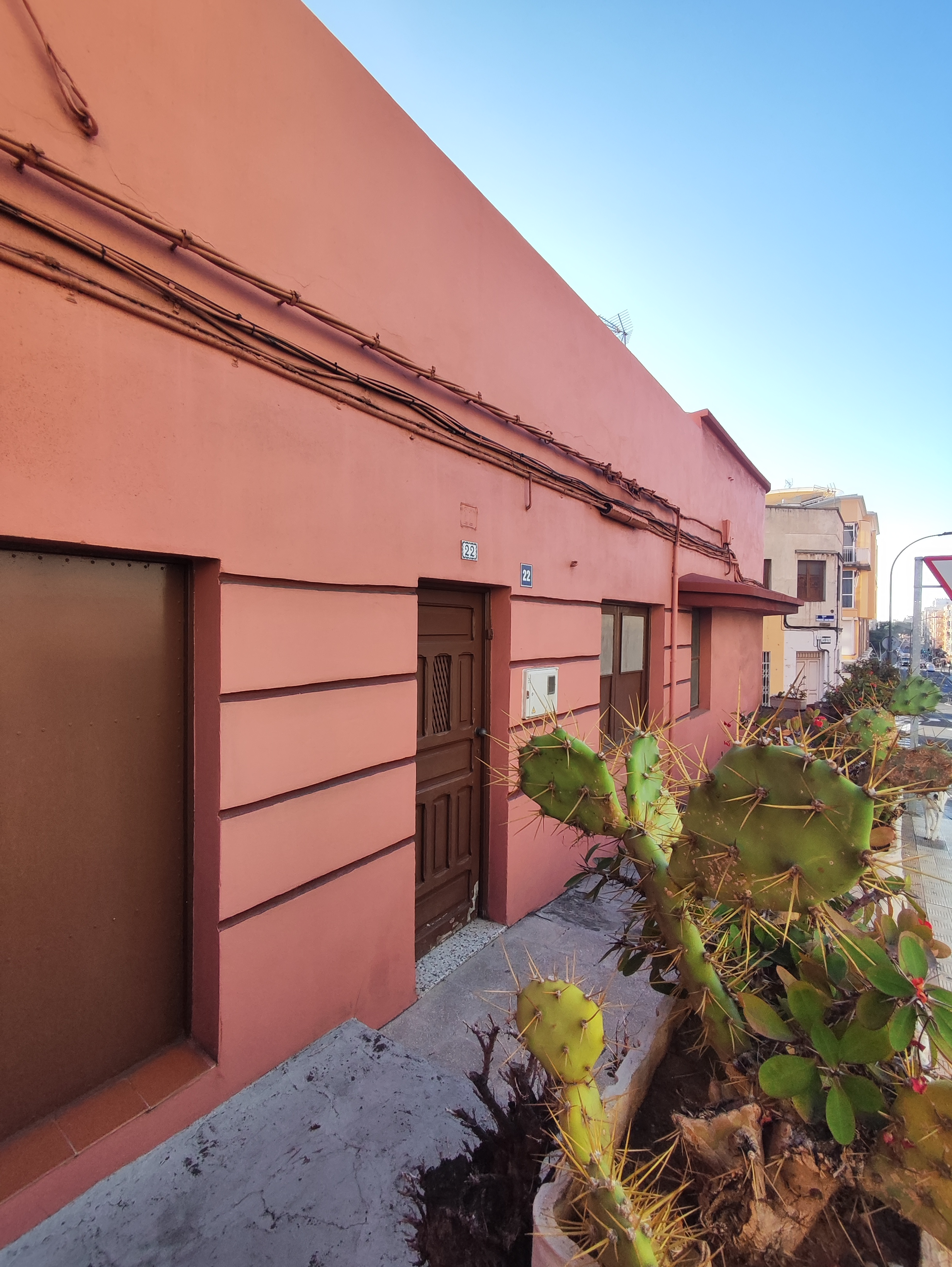
Vivienda del molino

La primera licencia del Molino de Gofio La Salud corresponde al año 1943.Don José García emigró a Venezuela y ahorró un dinero que quiso invertir en la compra de un negocio propio en Santa Cruz de Tenerife. Sus opciones fueron un cine o un molino, finalmente adquirió el molino hacia 1956 o 1957, por entonces, cerrado.Don Antonio, hermano de don José, comenzó a trabajar y a vivir en el molino familiar (el edificio del molino tiene zona de vivienda). 3 o 4 años después, regresó don José García a Santa Cruz de Tenerife, y se incorporó en la labor junto a su hermano. Don José se casó con doña Ana María y Antonio se marchó de la vivienda del molino. La labor completa del molino requiere al menos 3 personas trabajando, de forma que se incorporó doña Ana María en el trabajo familiar. Mientras don José se encargaba de hacer el reparto en la calle, los demás se encargaban del local y su producción.
Doña Ana María García y don José García tuvieron 5 hijos, una mujer y 4 hombres. 3 de los hermanos varones comenzaron a trabajar en negocio familiar. Moisés, inició la labor en el molino en 1983, David en 1993, y finalmente en 1998, Abel.A partir del 2000 los hermanos reforman el negocio, añadiendo un nuevo molino, una envasadora vertical y ampliación de almacén y mejoras en la tostadora.

Tras el fallecimiento de don José en 2004, los 3 hermanos continuaron con la empresa familiar, convirtiéndose en una sociedad limitada (anteriormente don José era empresario autónomo).Han adaptado, tanto los procesos productivos como los controles sanitarios y de distribución, a la normativa europea vigente.El molino mantiene una clientela fiel, pero también se ha reinventado con otros granos y productos para adaptarse a las nuevas demandas.

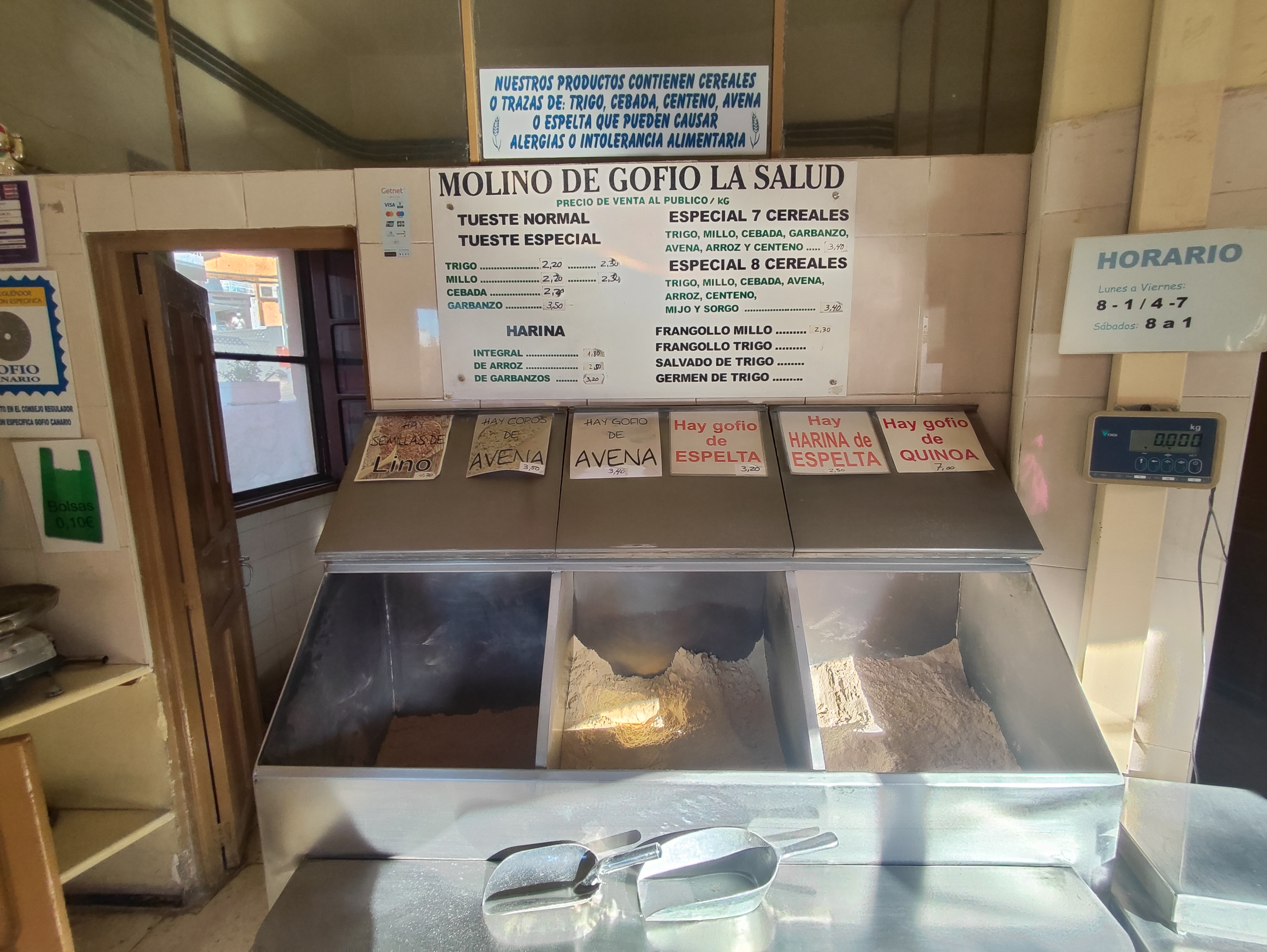
Mostrador y productos

“Nunca nos planteamos cerrar, prácticamente nos criamos aquí, lo llevamos en la sangre y cerrar esto sería muy complicado para nosotros. Ahora mismo somos la segunda generación, tercera no sabemos si habrá, aún son muy pequeños”, David García, molinero.

## Descripción
Exterior
El edificio tiene una fachada simple, con ventanas de madera y con la entrada alicatada con azulejos marrones, al igual que el suelo de la entrada. El acabado de la edificación es pintura color rosado con un zócalo color gris. La puerta principal es de metal y a su lado se visualiza la piedra antigua del molino principal, la cual había sido traída de Francia.
Interior
En el interior, se encuentra en primer lugar el espacio de venta, conformado por el mostrador, los almacenes del producto listo para vender y el molino principal. Posteriormente, hay un pasillo que conecta todos los demás espacios, como el espacio de vivienda, el lugar del trabajo con el segundo molino y finaliza en la parte trasera donde está la demás maquinaria y la bodega de granos.

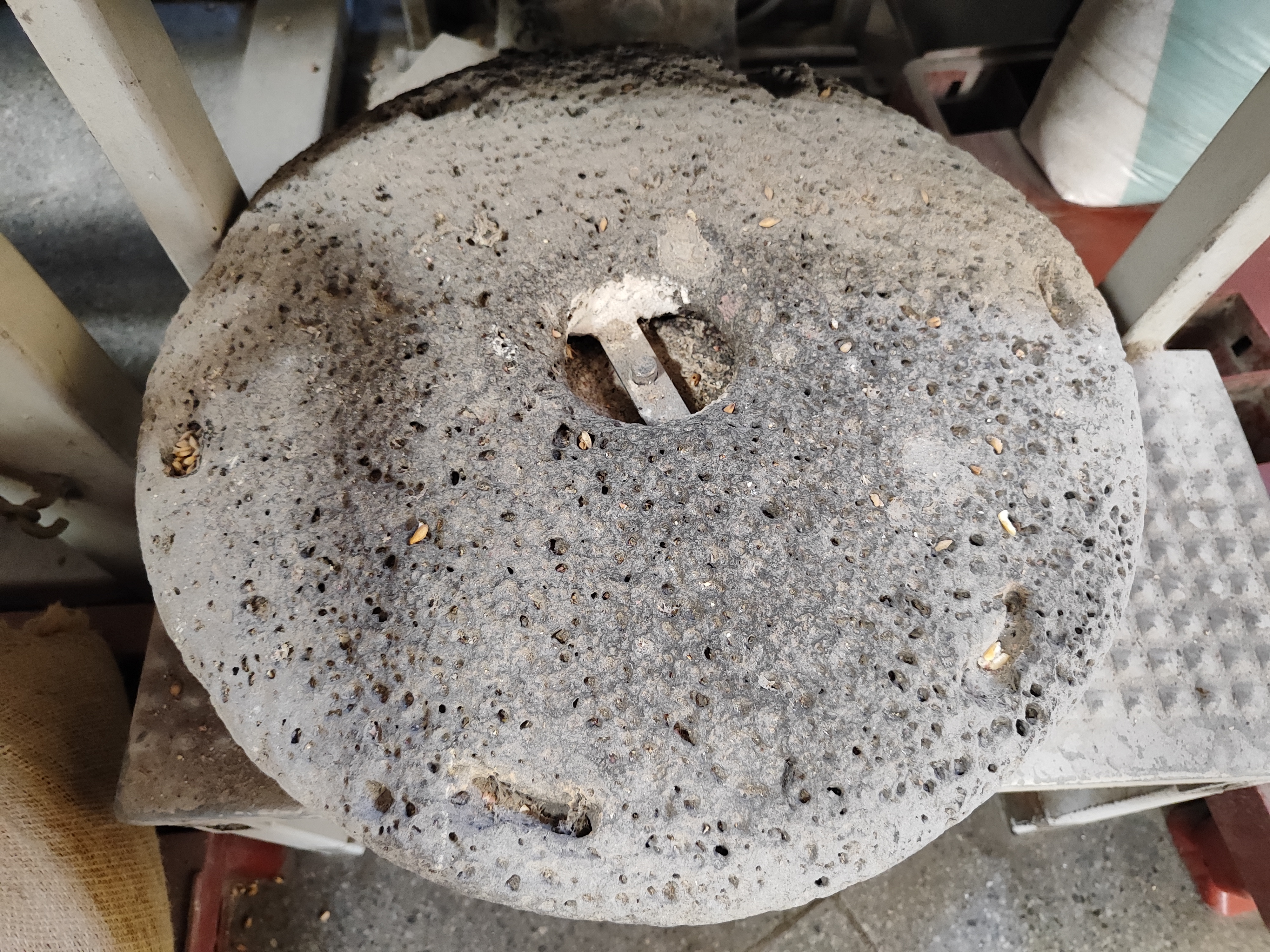
Piedra de molino manual

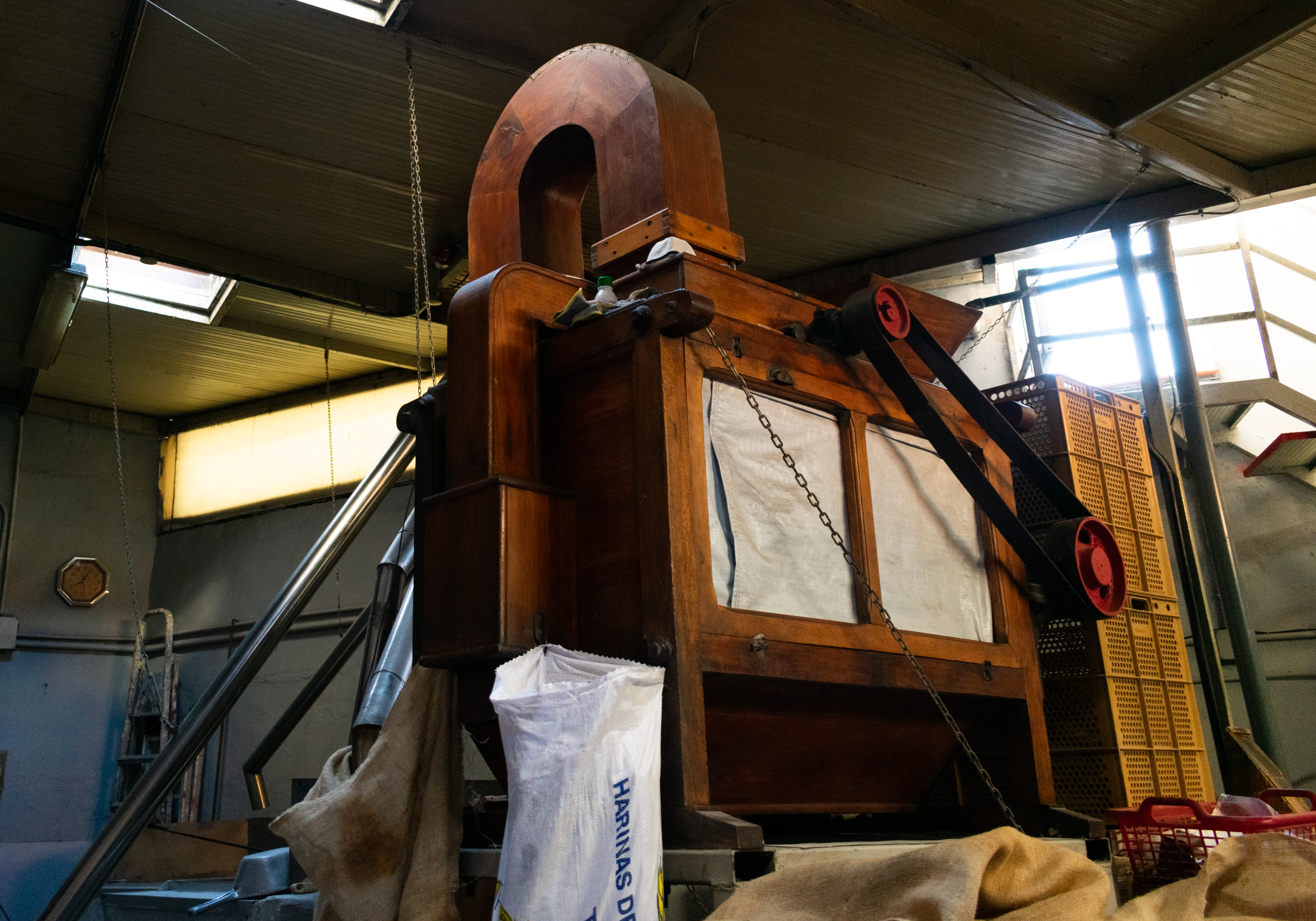
Limpiadora de madera

La maquinaria más antigua corresponde al molino principal. La maquinaria del molino y de la limpiadora es de Alicante. Las piedras en uso son austríacas. La tostadora de granos se fabricó en Tenerife. Además, el negocio cuenta con más maquinaria como una envasadora automática y otros 2 molinos, uno pequeño y otro con las mismas dimensiones del principal.
También conservan la antigua limpiadora de madera, anterior a la década de los 80 del siglo pasado, que aún funciona, pero que casi no se usa, porque antes el grano había que limpiarlo bastante, pero ahora viene prácticamente limpio. Conservan, una pequeña piedra de las que se usaban antes para moler a mano, que utilizan en los talleres escolares, para tratar que la cultura del gofio se mantenga generación tras generación, no solo por su historia y tradición, sino por sus importantes valores nutricionales.

## Funcionamiento

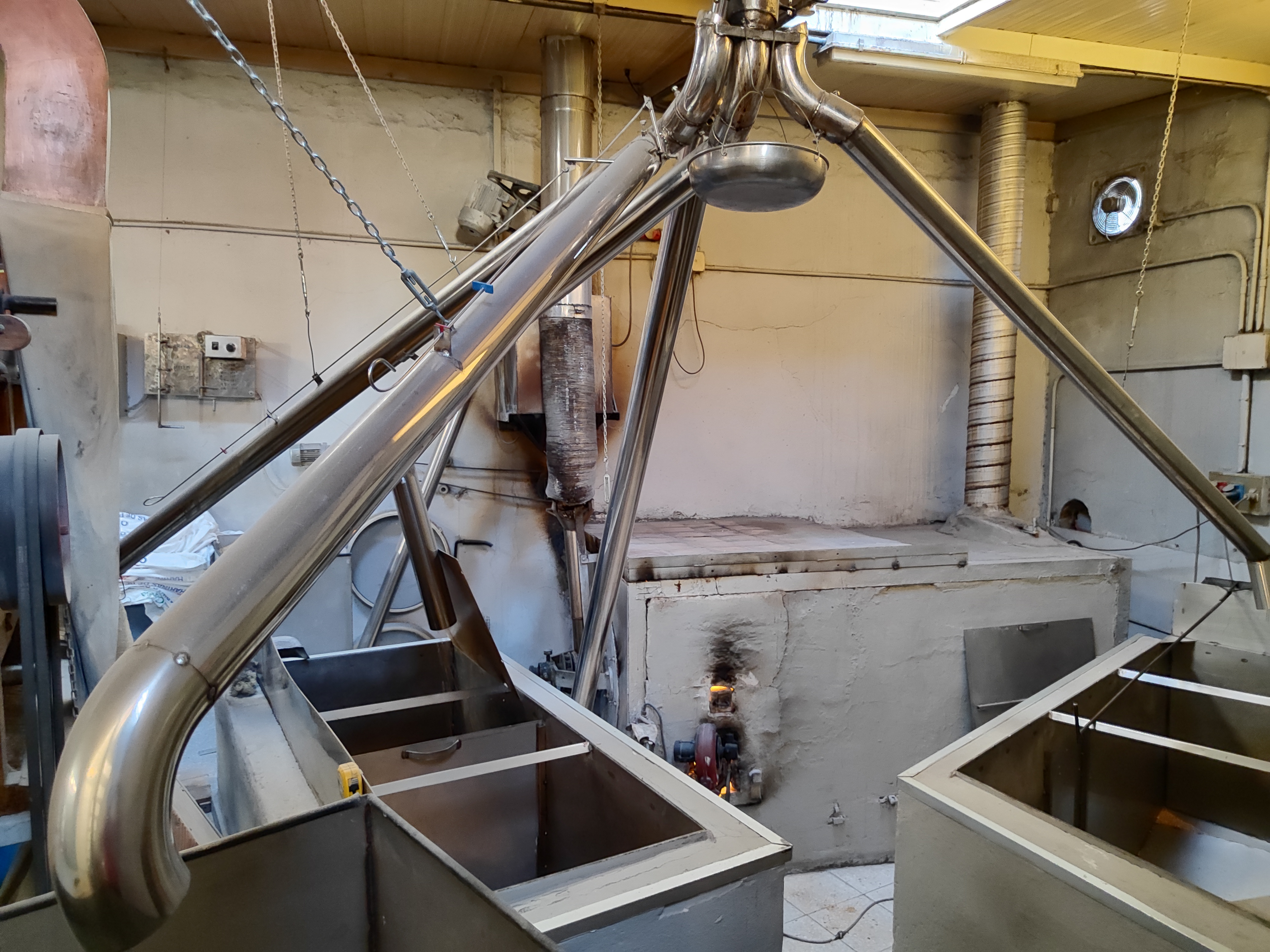
Tostadora y sistema de trasiego del grano

El sistema de funcionamiento es similar al de los años 50 del siglo XX, con maquinaria mejorada. Antes los motores del molino tenían más consumo y hacían más ruido y ahora son más modernos, pero el sistema de piedras y la tostadora son las mismas. Se ha renovado todo el sistema de trasiego del grano de un sitio a otro, y antes el envasado era manual y ahora cuentan con una envasadora automática.

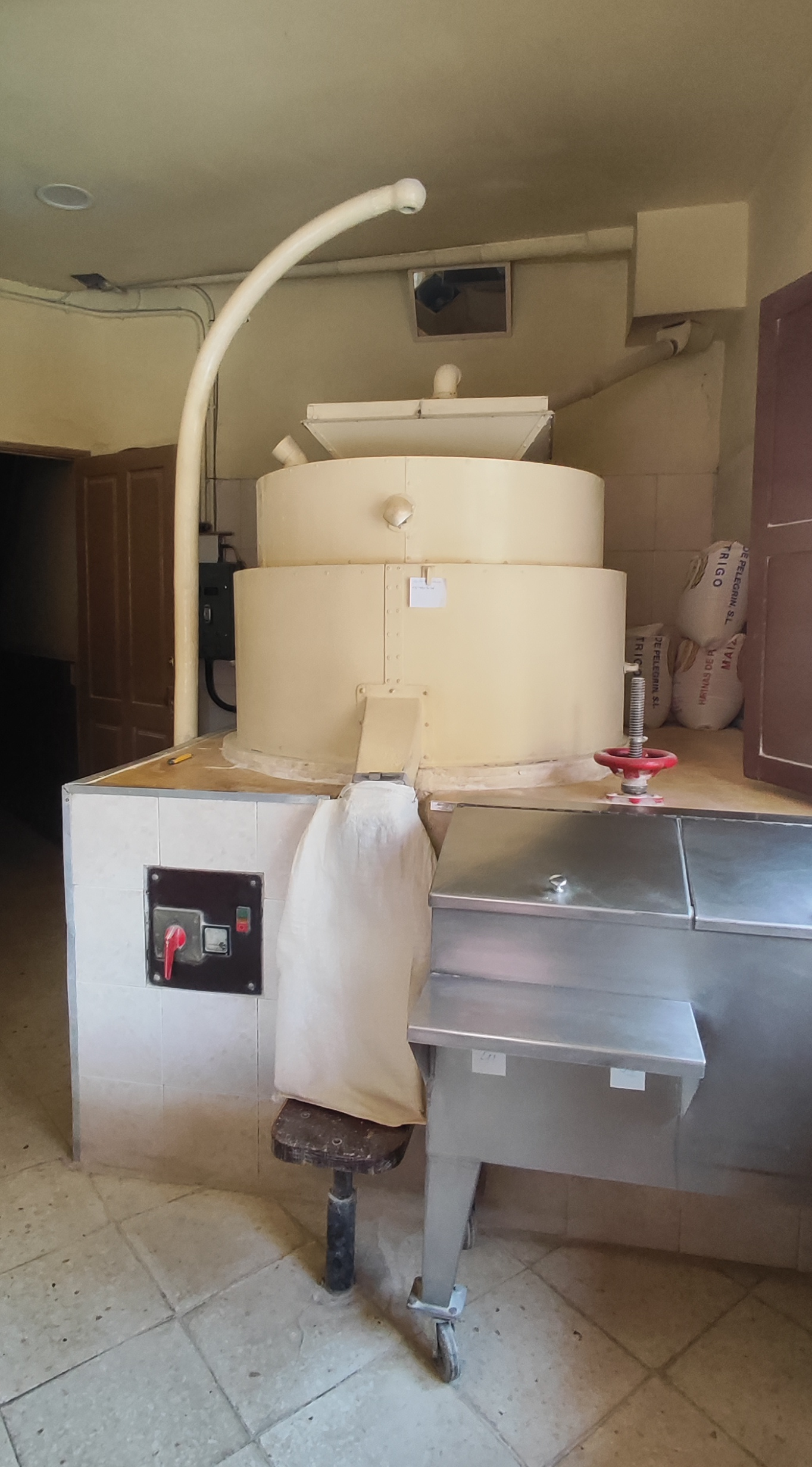
Molino principal

Las partes externas del molino son la tolva, la cual es el embudo en el que se depositan los granos, luego está el guardapolvo, que es el gran cilindro que recubre las piedras, y se encarga de evitar que el grano ya molido se pierda, de modo que lo contiene mientras la barredera lo mueve, luego se encuentra la mesa, que es el armazón inferior y por último, la boca que es de donde se extrae el grano ya molido.
El molino funciona mediante un motor que se conecta a la polea. La polea de transmisión del molino tiene un metro de "diámetro" para desmultiplicar la vueltas del motor hasta unas 120 rpm. Gracias a esta polea las piedras con las que trabaja el molino giran para moler los granos. El molino trabaja a través de la fricción de dos piedras con forma circular, estas piedras se caracterizan por tener ranuras en diferente dirección, la piedra superior se le conoce como volandera, la cual es la encargada de girar, mientras que la piedra inferior conocida como solera se encuentra tincada al armazón inferior llamado mesa, de esta manera la inferior no gira, pero igualmente tiene ranuras para moler el grano.
Ambas piedras tienen aros de hierro que la refuerzan y en caso de que esta se quiebre, los aros evitan su desprendimiento. A estos aros de hierro se les añade una barredera, la cual se encarga de llevar el polvo de grano que cae a los lados de las piedras hacia la boca del molino.